# Büssü
Büssü ist eine ungarische Gemeinde im Kreis Kaposvár im Komitat Somogy.

## Geografische Lage
Büssü liegt ungefähr 17,5 Kilometer nordöstlich des Komitatssitzes und der Kreisstadt Kaposvár. Nachbargemeinden sind Kazsok und Kisgyalán.

## Geschichte
Im Jahr 1913 gab es in der damaligen Kleingemeinde 155 Häuser und 951 Einwohner auf einer Fläche von 3219 Katastraljochen. Sie gehörte zu dieser Zeit zum Bezirk Igal im Komitat Somogy.

## Sehenswürdigkeiten
- Reformierte Kirche, erbaut 1783
- Römisch-katholische Kapelle Szentháromság, erbaut 1764 im barocken Stil, mit Fresken von István Dorfmeister

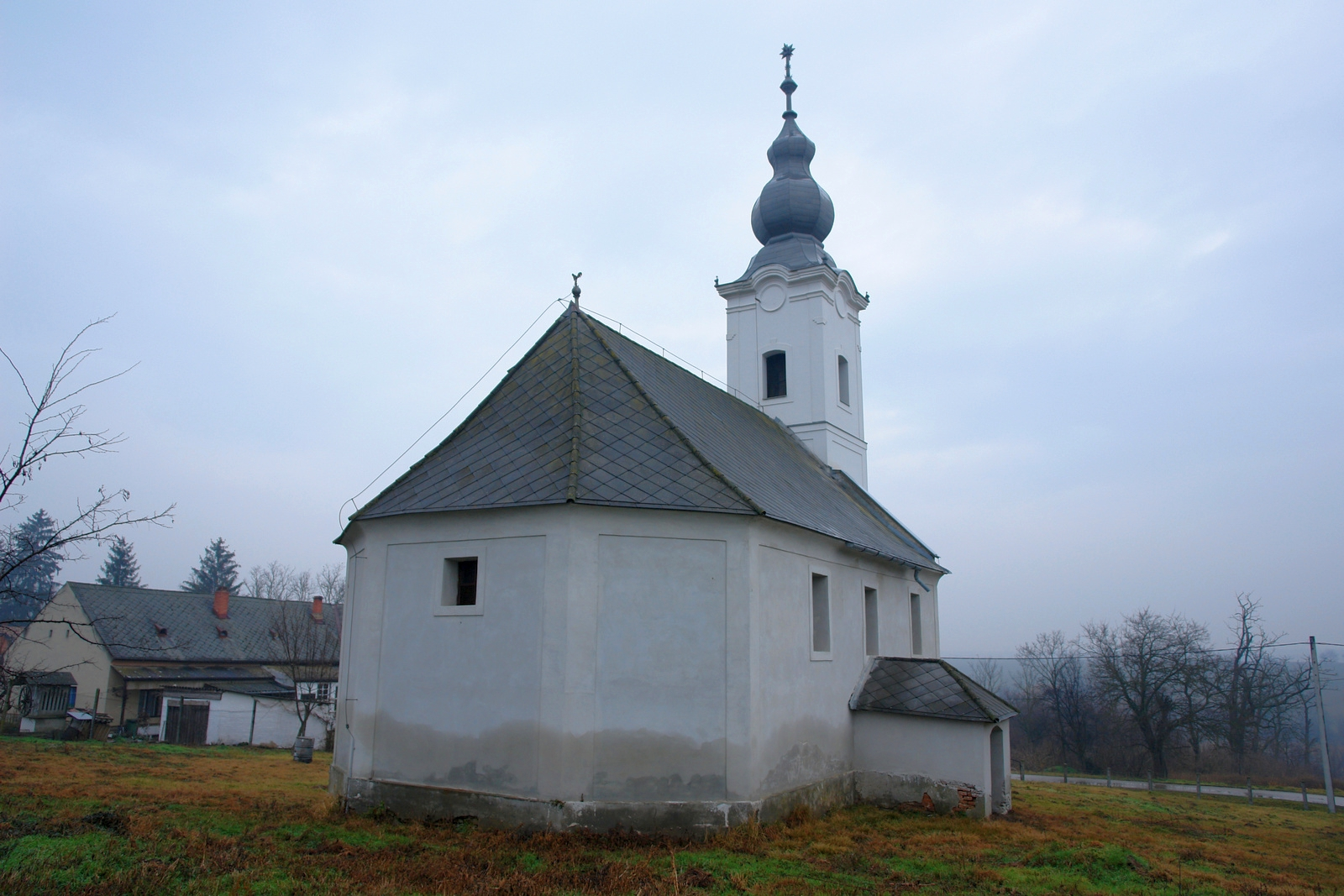
Reformierte Kirche
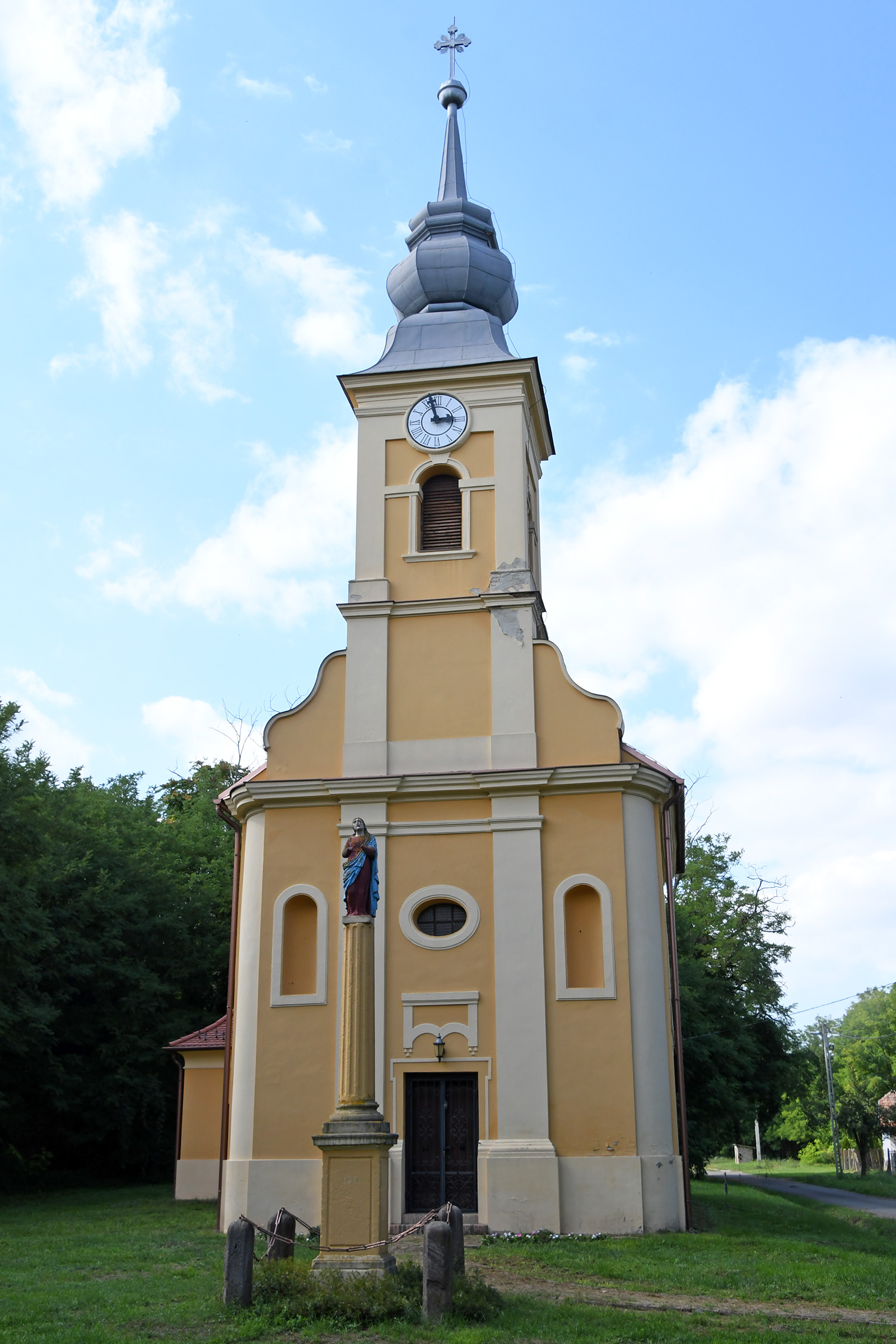
Röm.-kath. Kapelle Szentháromság
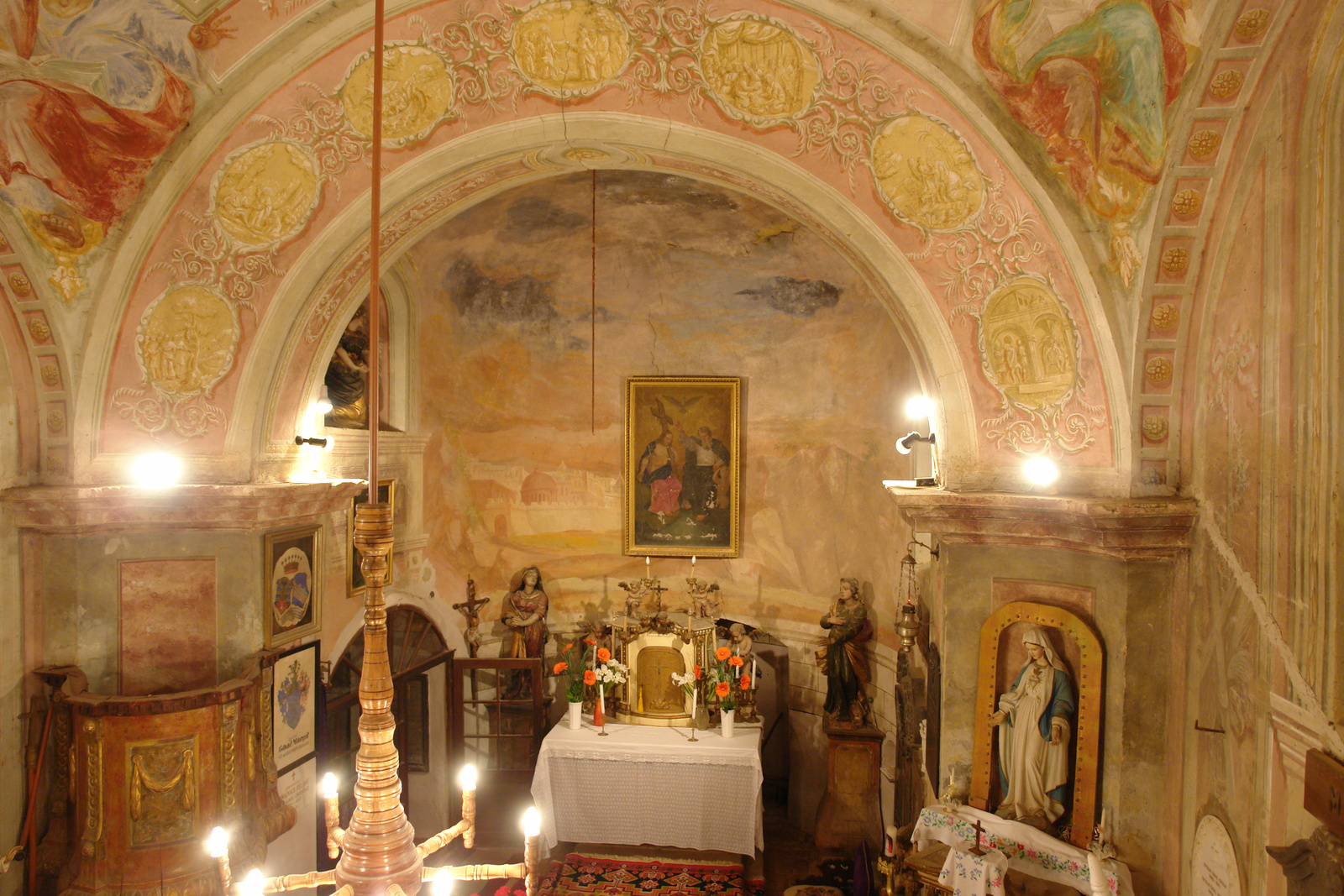
Blick auf den Altar der röm.-kath. Kapelle Szentháromság
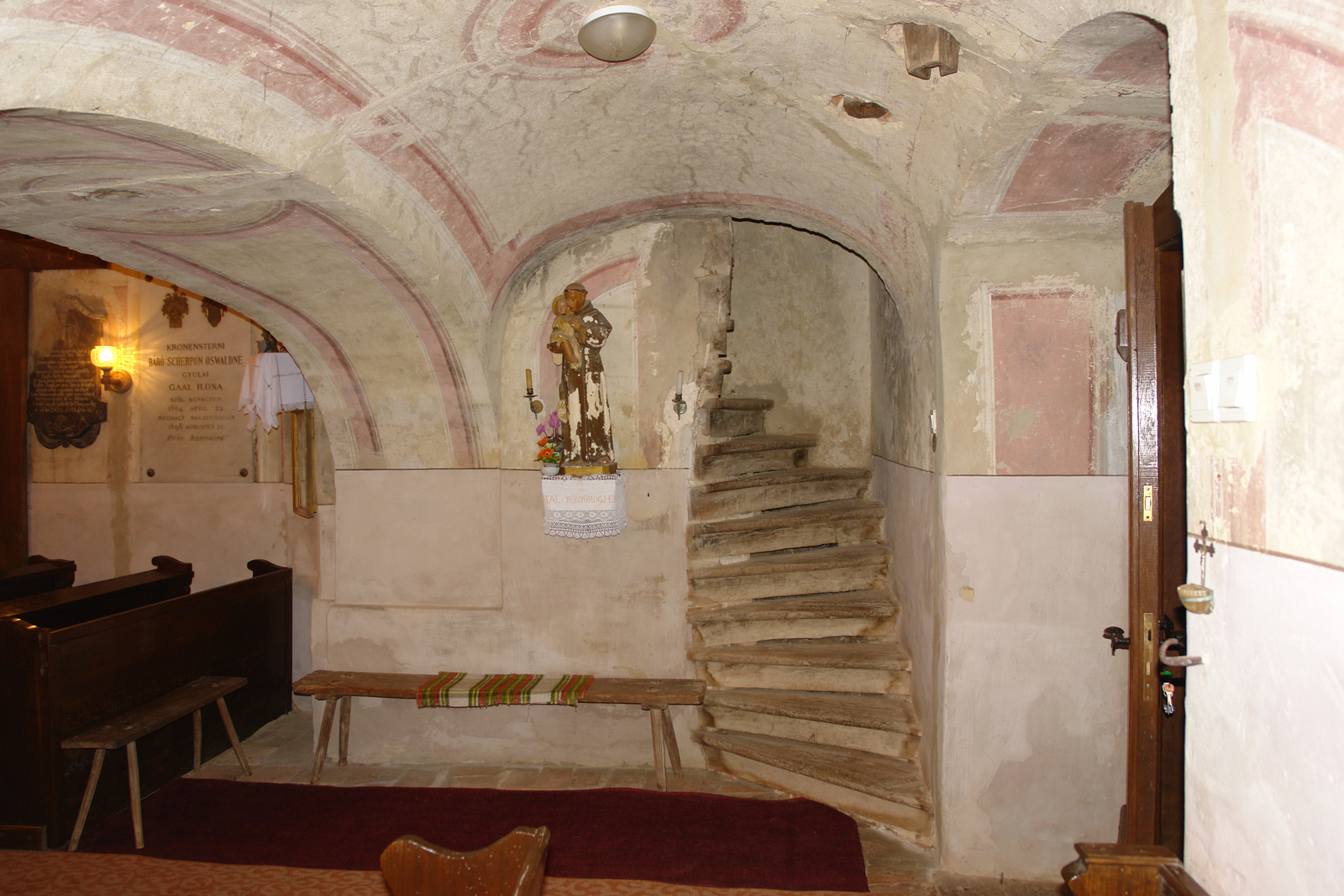
Innenraum der röm.-kath. Kapelle Szentháromság

## Verkehr
Durch den Ort führt die Landstraße Nr. 6503. Es bestehen Busverbindungen nach Igal sowie über Baté nach Kaposvár. Der nächstgelegene Bahnhof befindet sich 10 Kilometer südlich in Baté.